# Gorybia hirsutella
Gorybia hirsutella är en skalbaggsart som beskrevs av Martins 1976. Gorybia hirsutella ingår i släktet Gorybia och familjen långhorningar. Inga underarter finns listade i Catalogue of Life.